# Albie Sachs
Albert "Albie" Louis Sachs (Johannesburg, 30 januari 1935) was een anti-apartheidsactivist en rechter van het constitutionele hof van Zuid-Afrika. Sachs is bekend vanwege de verwondingen die hij opliep bij een bomaanslag in Maputo in 1988, maar ook vanwege zijn principiële houding als rechter, onder meer bij de erkenning van het homohuwelijk in Zuid-Afrika in 2005.

## Jeugd en activisme
Albie Sachs werd geboren als zoon van Solly Sachs en Ray Ginsberg, een Zuid-Afrikaanse echtpaar met Litouws-Joodse wortels. Na de scheiding van zijn ouders groeide Sachs op bij zijn moeder in Kaapstad, waar hij ook rechten studeerde. Sachs was al als zeventienjarige tijdens zijn studie in Kaapstad betrokken bij protesten tegen de schending van mensenrechten. Als jonge twintiger verdedigde hij als advocaat mensen die op grond van apartheidswetten werden aangeklaagd. Voor zijn werk in de anti-apartheidsbeweging werd Sachs gevangengezet. Hij ging daarop naar Engeland, waar hij promoveerde aan de Universiteit van Sussex op een proefschrift over Zuid-Afrikaans recht. Na deze periode van meer dan tien jaar ging hij naar Mozambique, waar hij zich samen met Oliver Tambo inzette voor het ANC. In 1988 kostte een bomaanslag door het Zuid-Afrikaanse leger Sachs een arm en het zicht in één oog. Met de pleger van de aanslag, Henri van der Westhuizen, had Sachs later twee keer (verzoenend) contact.

## Rechter en schrijver
Na de omwenteling in Zuid-Afrika keerde Sachs terug naar zijn geboorteland. Hij zette zich in voor verzoening en recht, o.a. voor de Waarheidscommissie. In 1994 werd Sachs door Nelson Mandela benoemd tot rechter van het Zuid-Afrikaanse Constitutionele Hof. Gedurende Sachs' periode als rechter werd de doodstraf afgeschaft en homoseksualiteit niet meer strafbaar gesteld. Eind 2009 ging hij met pensioen.
Vanaf 1966 (Jail diary / Gevangenisdagboek) schreef Sachs enkele boeken, o.a. Soft Vengeance of a Freedom Fighter (1990) en  The Strange Alchemy of Life and Law (2009). Voor zijn boeken kreeg hij diverse literaire prijzen. Voor zijn werk als rechter kreeg Sachs meer dan tien eredoctoraten, onder andere van de Universiteit Antwerpen. 
Sachs heeft drie zonen uit twee huwelijken, met Stephanie Kemp en Vanessa September. 
In 2010 hield Sachs de eerste Victor Koningsbergerlezing aan de Universiteit Utrecht. In 2012 sprak hij de tweede Sacklerlezing aan de Universiteit Leiden uit.

## Publicaties
- (nl) Apartheid. Het gewelddadige van de apartheid. [Brochures door Albert Sachs en anderen]. Amersfoort, De Horstink, 1971. Geen ISBN
- (nl) Indres Naidoo:  Tien jaar Robbeneiland. Gevangene van de apartheid. De ervaringen van Indres Naidoo, verteld aan Albie Sachs. Bussum, Wereldvenster, 1983. ISBN 9029398582
- (en) The Jail Diary of Albie Sachs. Harvill Press Ltd, 1966.
- (en) South Africa. Violence of Apartheid. Christian Action, 1969.
- (en) Justice in South Africa. Chatto, 1973.
- (en) Sexism and the Law. A Study of Male Beliefs and Judicial Bias in Britain and America. Martin Robertson & Co Ltd, 1978. (samen met Joan Hoff Wilson)
- (en) Soft Vengeance of a Freedom Fighter. Grafton, 1990. (Eerder gepubliceerd als: Running to Maputo. Harpercollins, 1990.
- (en) Liberating the Law. Creating Popular Justice in Mozambique. Zed Books Ltd., 1990.
- (en) The Free Diary of Albie Sachs. Random House, 2004.
- (en) Setting the standards and breaking the cycle. Lezing ter gelegenheid van de Nooit meer Auschwitz-lezing op 27 januari 2005 in de Beurs van Berlage te Amsterdam. Amsterdam, Nederlands Auschwitz Comité, 2005. Geen ISBN
- (en) The Strange Alchemy of Life and Law. Oxford University Press, 2009
- (en) The building of an inclusive society based on human rights. (Koningsberger Lecture Utrecht University). Den Haag, Boom Lemma uitgevers, 2010. ISBN 978-90-5931-915-8

## Publicaties over Sachs
- Drucilla Cornell and Karin van Marle: Albie Sachs and transformation in South Africa. From revolutionary activist to constitutional court judge. New York, Routledge, 2015. ISBN 978-1-138-94485-5